# Саида Иманзаде
Саида Иманзаде — педагог, Заслуженный учитель Азербайджанской ССР, кандидат исторических наук, доцент. Награждена орденом Ленина.

## Жизнь
Саида ханым Иманзаде родилась 29 декабря 1910 года в г. Шеки. В 1924 году она вместе с семьей переехала в Баку.
На ранних этапах построения нового общества одной из социальных проблем, требующих решения, была проблема свободы женщин. С этой целью в Баку и его районах были созданы десятки женских клубов и курсов по обучению грамоте, где велась активная общественно-политическая работа среди женщин.
Начиная с 1925 года, Саида ханым Иманзаде была одним из активных членов организации «Собрание представителей женщин», действовавшей в поселке Амирджан, где вела работу среди азербайджанских женщин, разъясняла им права и возможности женщин.
Ещё на ранних порах деятельность, которую вели Саида ханым и другие женщины-общественники Азербайджана, дала свои положительные результаты. Наряду с общественной деятельностью, Саида ханым Иманзаде продолжала работать над своим образованием. В 1926 году она поступила в «Тюркскую индустриальную школу» в Баку. Деятельность женского клуба имени Али Байрамова, считавшегося в то время центром женского освободительного движения в Азербайджане, началась в 1928 году и стала новым этапом в общественной жизни Саиды. В 1928 году Саида ханым начала работать в Женском клубе имени Али Байрамова, считавшегося в то время центром женского освободительного движения в Азербайджане, что стало новым этапом в её общественной жизни.
Все свои усилия она направила на борьбу за права женщин. Преследования, оскорбления и угрозы не смогли отстранить молодую Саиду от такого почетного пути, как заниматься образованием молодого поколения. Благодаря её деятельности в клубе Али Байрамова, десятки азербайджанских женщин были вовлечены в общественную жизнь.

## Учебно-педагогическая деятельность
Саида Иманзаде получила начальное образование в 1915 году в муллинской школе. В 1930 году после успешного окончания индустриального училища она поступила на рабочий факультет, чтобы продолжить свое образование. Свою самую заветную мечту она осуществила в 1934 году, когда окончила историко-общественный факультет Азербайджанского Педагогического Института. Всю свою дальнейшую сознательную жизнь она посвятила преподаванию — самой доброй профессии. Вначале она работала в средней школе № 98 на острове Пираллахи, затем в школе № 21 и прошла за короткое время путь от обычного учителя до директора средней школы. Наряду с преподаванием она успешно продолжала общественную деятельность и была активным участником организации «Культурный марш» при Бакинском Совете. В те годы С. Иманзаде можно было видеть в авангарде общенационального движения, направленного против врагов женской свободы, невежества и безграмотности в нашей республике.
С началом войны против фашизма в 1941 году забот у Саиды ханым прибавилось, а сфера её деятельности расширилась. Теперь её часто можно было видеть в военных госпиталях, среди работниц, сменивших на фабриках своих мужей и сыновей. В 1942 году она, вместе с нашими выдающимися мастерами слова Самедом Вургуном и Мирзой Ибрагимовым, приняла участие в антифашистском митинге закавказской интеллигенции, который состоялся в Тбилиси (Грузия), и выступила с зажигательной речью.
В годы войны Саида Иманзаде была назначена на такую ответственную должность как директор школы-интерната для девочек в Баку. Позже она вспоминала те трудные годы с большой душевной болью: "Мы были очень обеспокоены образованием и судьбой девочек, которые потеряли своих отцов на войне и были лишены родительской опеки. Несмотря на тяжелые и болезненные моменты, которые мы переживали, нам удалось организовать учебно-воспитательную работу в школе на высоком уровне. Наши учителя проявляли настоящую материнскую заботу об этих девочках … "
В 1943 году С. Иманзаде назначают директором школы № 132, одной из ведущих учебных заведений Баку, кроме этого, из-за нехватки кадров она преподает также на историческом факультете БГУ. А с 1946 года она связывает свою судьбу с университетом.
Многогранная деятельность Саиды Иманзаде, в первую очередь, её педагогическая деятельность в тяжелые дни войны 1941—1945 годов была удостоена высокой оценки. В 1943 году ей было присвоено почетное звание «Заслуженный учитель» республики. В 1944 году она был награждена медалью «За оборону Кавказа», а в 1945 году — медалью «За самоотверженный труд в тылу в 1941—1945 годах». В 1946 году Саиде ханым Иманзаде был присужден орден Ленина.

## Творческая деятельность
Саида ханым, которая ещё с молодости следила за женским освободительным движением и принимала непосредственное участие в этом движении своей научной, педагогической и общественной деятельностью, опубликовала более 75 буклетов и статей на эту тему. В таких книгах С.Иманзаде как «Женщины в обществе и семье» (1963), «Возвысим честь женщин-матерей» (1967), «Ислам и женские вопросы» (1968), «Азербайджанские женщины в Великой Отечественной войне» (1969) и «Азербайджанские женщины на культурном фронте» (1970) максимально объективно освещается трудный, противоречивый, сложный и в то же время славный период нашей истории борьбы за свободу женщин, с учётом политических рамок и запретов, а также политической конъюнктуры того времени.
Её исследования, посвященные истории женского движения в Азербайджане, хранятся в библиотеках Парижа и Сан-Франциско. Отмечается, что книга Саиды Иманзаде «Октябрьская социалистическая революция и освобождение женщин Азербайджана», опубликованная в 1957 году и посвященная проблеме женщин в период 20-30-х годов XX века, была первой в Азербайджане среди работ азербайджанских исследователей на подобную тему.
На протяжении многих лет Саида Иманзаде осуществляла деятельность декана исторического факультета Бакинского государственного университета, работала доцентом кафедры истории СССР, читала лекции о новом периоде истории бывшего СССР, преподавала на курсах по специализации.
Саида Иманзаде гордилась своим учеником Гейдаром Алиевым, много лет руководившим Азербайджаном. Хотя Гейдар Алиев во время своего президентства в Азербайджане предлагал Саиде ханым различные должности, особенно руководящие, скромная учительница не согласилась с предложением любимого ученика и предпочла преподавание всем должностям. Она продолжила педагогическую деятельность в БГУ и сыграла важную роль в общественно-политической жизни республики, как председатель Бакинского Женского Совета, вела активную общественную работу как заместитель председателя Совета Женщин Азербайджана, возглавляла женские клубы «Лаягат» при ковровой мастерской в Ичери Шехер и «Исмет» во Дворце культуры им. Абилова. Несмотря на то, что она вышла на пенсию в 1982 году, она продолжила свою деятельность в БГУ и Бакинском Женском Совете до конца своей жизни.
Саида Иманзаде скончалась 1 мая 1992 года в возрасте 82 лет. Её похоронили на Второй аллее почета в сопровождении большой процессии, состоявшей из людей и воспитанников, в сердцах которых она оставила неизгладимый след.

## Семья
Саида ханым вышла замуж за Шакира Абдулла Эфенди оглу Иманзаде в 1924 году. Он получил образование в медресе в Шеки, а в 1909 году переехал преподавать в Баку. Несмотря на то, что Шакир учился в медресе до 15-16 лет, он хорошо разбирался в математике и истории, а также в совершенстве владел арабским и персидским языками. Он работал учителем во многих отдаленных селах Баку как Пираллахи, Мардакян, Бюльбюля и Амирджан.
У Саиды ханым было двое детей — Талея и Мубариз. Её дочь Талея Шакир кызы Иманзаде родилась в 1928 году. После завершения средней школы № 134, она окончила факультет русского языка и литературы БГУ в 1946—1951 годах и стала филологом. В дальнейшем, завершив обучение в аспирантуре по дисциплине Старославянский язык в Москве, она вернулась в Баку и начала работать преподавателем в БГУ. Через год она начала работать преподавателем древнеславянского языка на кафедре русского языка Азербайджанского Института Языков имени М. Ф. Ахундова (в дальнейшем — с 1972 года — Азербайджанский Педагогический Институт Русского Языка и Литературы им. М. Ф. Ахундова, ныне Бакинский Славянский Университет — БСУ).
Сын Саиды ханым — Мубариз Иманзаде родился в 1943 году в Шеки. Получил среднее образование в средней школе № 6 города Баку в 1950-60 гг. Передовая школа, прекрасные учителя, отличная методика преподавания — все это создало хорошую образовательную среду для Мубариза. После окончания средней школы он поступил на факультет востоковедения БГУ. Благодаря успехам в учёбе его с 3-го курса командировали за границу для работы непосредственно переводчиком. Специальная комиссия приехала из Москвы и выбрала троих из 50 человек, одним из которых был Мубариз. Их отправили в Москву и после прохождения шестимесячного спецкурса направили в Сирию в качестве военных переводчиков. Спустя полтора года, в 1970 году, его снова призвали на срочную военную службу. После завершения военной службы в 1972 году Мубариз поступил в аспирантуру философского факультета БГУ. Его научным руководителем стал Аслан Асланов — академик, прекрасный поэт, уважаемый интеллектуал, который был учеником матери Мубариза Саиды ханым. (Это тоже было одним из сюрпризов жизни).
После окончания аспирантуры А. Асланов назначил его заведующим учебной частью Института искусств, где сам был ректором. Аслан муаллим был одним из интеллектуалов, оказавших сильное влияние на его жизнь и мировоззрение. После двух лет работы в институте, Мубариз был назначен на должность старшего переводчика в Советском посольстве в Йемене. Проработав там четыре года, он вернулся в институт, но вскоре после этого, по требованию Москвы, он снова четыре года проработал старшим переводчиком в Йемене. В общей сложности он пробыл за границей 10 лет и после возвращения на родину М.Иманзаде был назначен начальником отдела информации в Государственном комитете по планированию. Через два года его снова отправили в Сирию в качестве старшего переводчика в Советском посольстве. В связи с распадом СССР, в 1991 году посольство превратилось в посольство России, после чего, в 1992 году Мубариз вернулся в Баку. С 1992 года по 2001 год он работал преподавателем на военной кафедре и на кафедре арабского языка БГУ, где преподаванию когда-то посвятила 40 лет жизни Саида ханым, а также в частных высших учебных заведениях (Университет Хазар, Высший социально-политический колледж и пр.). В 2001 году его пригласили на должность первого секретаря Министерства Иностранных Дел Азербайджанской Республики. Через год он был направлен в качестве советника в посольство Азербайджана в Саудовской Аравии. В случаях, когда посол покидал страну, его заменял советник. Поскольку посол одновременно выполнял должность посла в Омане, Катаре и Бахрейне и часто посещал эти страны, в его отсутствие Мубариз принимал на себя его обязанности. После завершения службы за границей он начал работать советником в Министерстве иностранных дел. В 2009 году ему вновь было оказано доверие — на этот раз он был направлен в африканской страну — Тунис в качестве временного поверенного, для выполнения дипломатической миссии.

## Память
К столетию Саиды Иманзаде выпущена книга Хейруллаха Агаева «Nura boyanmış ömür». На презентации книги, прошедшей в Бакинском государственном университете, отмечался вклад ученого в науку, образование, её важные заслуги.
Обращая внимание на то, что монография Саиды Иманзаде «Октябрьская социалистическая революция и освобождение женщин Азербайджана», опубликованная в 1957 году, была первой в Азербайджане среди работ азербайджанских исследователей на подобную тему, подчёркивается, что в книге «освещается процесс вовлечения женщин в производство, количественные и качественные изменения в составе женщин-работниц и служащих, подготовка квалифицированных женских кадров для производства, повышение их культурно-технического уровня и материального благосостояния, общественнополитическая деятельность женщин». Отмечается, что книга написана «на основе богатого фактического материала».
Её имя занесено в Книгу почёта общества «Знание».
В Бакинском государственном университете учреждена стипендия имени Саиды Иманзаде.

## Награды
- Почетная грамота Верховного Совета Азербайджана (1943)
- Почетное звание «Заслуженный учитель» (1943)
- Медаль «За оборону Кавказа» (1944)
- Медаль «За победу в Великой Отечественной войне 1941—1945 гг.» (1945)
- Орден Ленина (1946)
- Орден «Знак Почета» (1960)
- Почетные грамоты Верховного Совета Азербайджана (1964, 1967, 1968, 1970)
- Занесена в почетную книгу Всесоюзного общества «Знание» (1968)
- Почетные грамоты Всесоюзного общества «Знание» (1957, 1969, 1973)